# Étang de la Musique
L'étang de la Musique est un lac naturel de montagne, situé dans le massif des Pyrénées françaises dans le département de l'Ariège, à 1 935 mètres d’altitude. Il se situe dans la région du Donezan.

## Géographie

### Topographie
- Situé dans la région Occitanie, département de l’Ariège, dans la région du Donezan.
- Commune la plus proche : Mijanès

L'étang de la Musique est situé dans la vallée de Balbonne, en amont de l'étang de Balbonne et au pied du Roc de la Musique, pic rocheux a qui il a emprunté son nom. 

## Faune
D’une superficie très réduite, il est peu profond. On y observe des vairons.

## Voie d’accès et randonnées
Accès : Le départ de la randonnée pédestre se fait depuis le lieu dit « La Restanque » situé sur la piste forestière de la Bruyante au sud-ouest de Mijanès, en direction du col de Pailhères. Il faut compter 1h00 de marche pour atteindre l'étang de  Balbonne et une vingtaine de minutes supplémentaire pour rejoindre les berges de l'étang de la Musique.